# Sebastian Schulte
Sebastian Schulte (Wiesbaden, 13 de diciembre de 1978) es un deportista alemán que compitió en remo.
Ganó cinco medallas en el Campeonato Mundial de Remo entre los años 2001 y 2007. Participó en los Juegos Olímpicos de Atenas 2004, ocupando el cuarto lugar en la prueba de ocho con timonel.

## Palmarés internacional
| Campeonato Mundial | Campeonato Mundial | Campeonato Mundial | Campeonato Mundial |
| Año                | Lugar              | Medalla            | Prueba             |
| ------------------ | ------------------ | ------------------ | ------------------ |
| 2001               | Lucerna (Suiza)    | Medalla de bronce  | Ocho con timonel   |
| 2002               | Sevilla (España)   | Medalla de plata   | Ocho con timonel   |
| 2005               | Kaizu (Japón)      | Medalla de bronce  | Ocho con timonel   |
| 2006               | Eton (Reino Unido) | Medalla de oro     | Ocho con timonel   |
| 2007               | Múnich (Alemania)  | Medalla de plata   | Ocho con timonel   |